# Deutsche BKK

Deutsche BKK in Wolfsburg

Die Deutsche BKK war eine deutsche Krankenkasse aus der Gruppe der Betriebskrankenkassen mit Sitz in Wolfsburg. Sie war eine Körperschaft des öffentlichen Rechts und Träger der gesetzlichen Krankenversicherung. Zum 1. Januar 2017 fusionierte die bundesweit geöffnete Betriebskrankenkasse mit der Barmer GEK zur Barmer Ersatzkasse.

## Geschichte
Gründung in Wolfsburg unter dem amtlichen Namen Deutsche Betriebskrankenkasse (bis 31. Dezember 2014) durch Fusion zum 1. Januar 2003 der:
- Betriebskrankenkasse Post, Stuttgart
- Volkswagen BKK, Wolfsburg

Sie war zu dieser Zeit mit ca. 1,1 Mio. Versicherten und 1.500 Mitarbeiter in 45 Geschäftsstellen die größte Betriebskrankenkasse. Zum 1. April 2005 gliederte sie die BKK LVR (rund 10.000 Versicherte), zum 1. April 2008 die BKK Delphi (5.100 Versicherte), zum 1. Oktober 2008 die Gothaer BKK (40.000 Versicherte) und zum 1. Januar 2015 die BKK Essanelle (410.000 Versicherte) ein und verkürzte daraufhin ihren Namen auf Deutsche BKK. Am 20. Oktober 2015 wurde bekannt, dass die Barmer GEK und die Deutsche BKK beabsichten zu fusionieren. Am 1. Januar 2017 ging die Deutsche BKK in der neuen Barmer Ersatzkasse auf.

## Struktur und Finanzen
Neben dem Hauptsitz in Wolfsburg hat sich ein Teil der Verwaltung in Stuttgart befunden. 2016 unterhielt die Deutsche BKK bundesweit 49 Geschäftsstellen und rund 1750 Mitarbeiter. Das Haushaltsvolumen im Jahr 2014 belief sich auf circa 2,5 Mrd. Euro. Seit 1. Januar 2009 werden die Beitragssätze einheitlich vorgegeben (§ 241 SGB V). Die Deutsche BKK erhob 2016 einen einkommensabhängigen Zusatzbeitrag von 1,1 Prozent.